# Cinnamodendron axillare
Cinnamodendron axillare är en tvåhjärtbladig växtart som först beskrevs av Christian Gottfried Daniel Nees von Esenbeck, och fick sitt nu gällande namn av Stephan Ladislaus Endlicher och Wilhelm Gerhard Walpers. Cinnamodendron axillare ingår i släktet Cinnamodendron och familjen Canellaceae. Inga underarter finns listade.